# Barry Keoghan
Barry Keoghan (Dublino, 18 ottobre 1992) è un attore irlandese.
Nel 2022 ha ricevuto il plauso della critica per la sua interpretazione nel film Gli spiriti dell'isola, per il quale ha vinto il BAFTA al miglior attore non protagonista e ha ricevuto le candidature all'Oscar al miglior attore non protagonista, al Golden Globe per il miglior attore non protagonista e allo Screen Actors Guild Award per il miglior attore non protagonista cinematografico.
Nel 2023, con il ruolo del protagonista in Saltburn, ha ricevuto la candidatura al Golden Globe per il miglior attore in un film drammatico e al BAFTA al miglior attore protagonista.

## Biografia
Barry Keoghan è nato a Dublino nel quartiere di Summerhill. La madre era eroinomane, quindi dai 5 ai 12 anni fu affidato a tredici famiglie affidatarie diverse assieme a suo fratello Eric, potendo vedere la madre nei fine settimana. Nel 2004 la madre morì a trentuno anni per un'overdose, lui e il fratello furono affidati alla nonna e alla zia.

### Carriera
Ha cominciato ad apparire in diverse recite scolastiche della O'Connell School in North Richmond Street a Dublino, venendo poi bandito per i suoi continui scherzi. Ha dichiarato di aver ottenuto la sua educazione cinematografica intrufolandosi al cinema con gli amici al Cineworld di Parnell Street, dal quale infine è stato escluso. Nel 2011 comincia la sua carriera d'attore, interpretando Aido nel film Between the Canals. In seguito, Keoghan ha studiato recitazione presso The Factory, una scuola locale di Dublino. Lo stesso anno, appare nella serie televisiva Fair City.
Nel 2013 interpretò Wayne nella serie televisiva Love/Hate, con il quale diventò noto in Irlanda. L'anno seguente prese parte alla pellicola '71 e nel 2016 in Mammal. Nel 2017 ha interpretato George Mills in Dunkirk di Christopher Nolan e Martin Lang in Il sacrificio del cervo sacro di Yorgos Lanthimos. L'anno successivo appare nei film Black '47 e in American Animals. Nel 2019 ebbe la una candidatura ai British Academy Film Awards come miglior stella emergente. Lo stesso anno prese parte alla miniserie Chernobyl, ed è presente in L'ombra della violenza.
Nel 2021 prese parte al Marvel Cinematic Universe interpretando Druig in Eternals. Nel 2022 ha un piccolo ruolo in The Batman, accreditato come "Sconosciuto prigioniero di Arkham". Il regista Matt Reeves ha in seguito confermato che il personaggio da lui interpretato è il Joker. Lo stesso anno recita al fianco di Colin Farrell e Brendan Gleeson nella pellicola Gli spiriti dell'isola, grazie al quale vince il premio Bafta al miglior attore non protagonista e riceve la sua prima candidatura al Premio Oscar, ai Golden Globe ed ai Critics' Choice Awards come miglior attore non protagonista.

## Vita privata
Dal 2021 al 2023 ha avuto una relazione con Alyson Kierans, dalla quale ha avuto un figlio, Brando, nato l'8 agosto 2022. A partire dalla fine del 2023 inizia a frequentare la cantante statunitense Sabrina Carpenter. Alla fine del 2024 annunciano una pausa, motivandola dicendo che entrambi vogliono concentrarsi sulla loro carriera. Circolano invece delle voci che dicono che lui abbia tradito la cantante con l'influencer americana Breckie Hill.

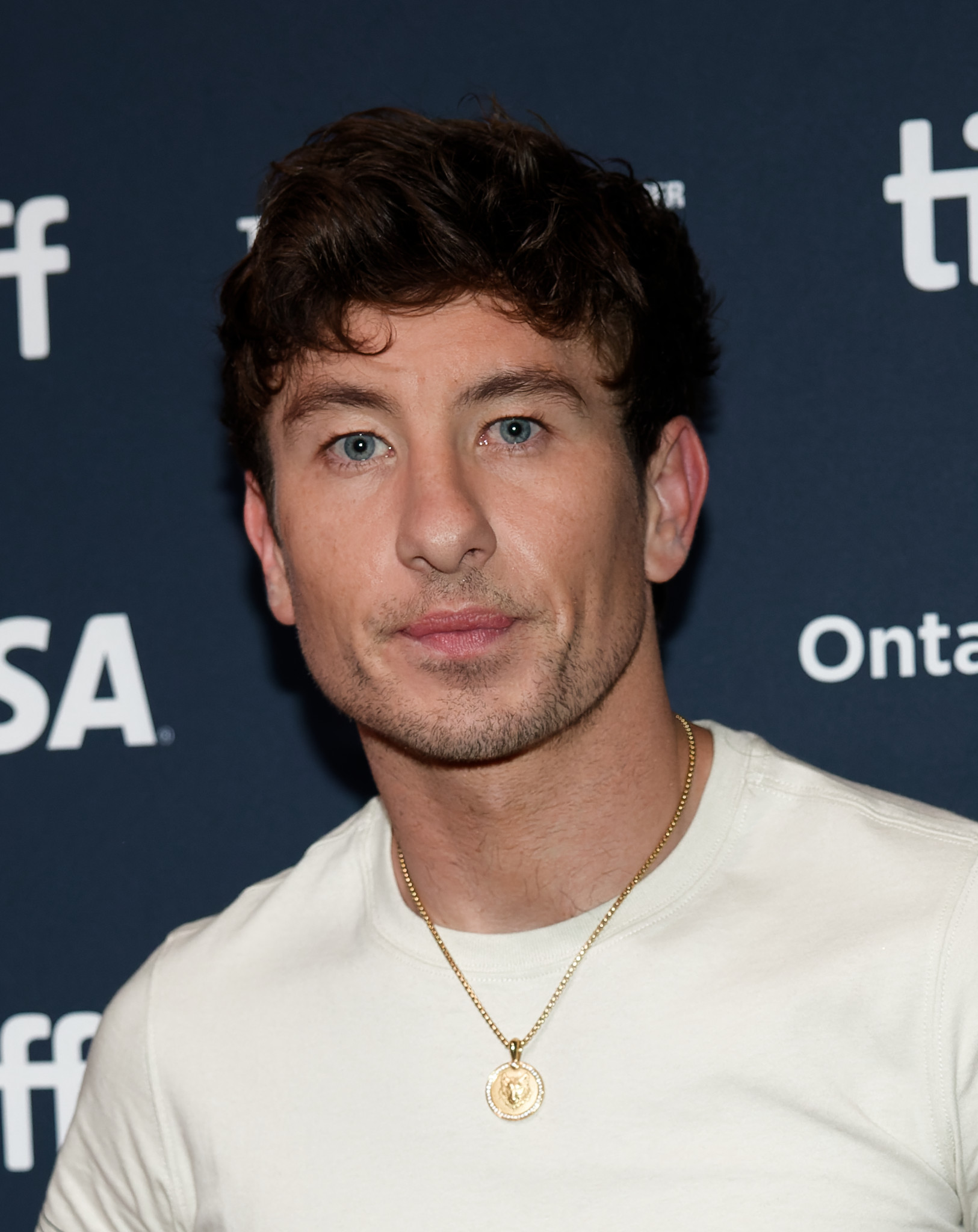
Barry Keoghan al TIFF 2024

## Filmografia

### Cinema
- Between the Canals , regia di Mark O'Connor (2011)
- Stalker, regia di Mark O'Connor (2012)
- King of the Travellers , regia di Mark O'Connor (2012)
- Life's a Breeze, regia di Lance Daly (2013)
- Stay, regia di Wiebke von Carolsfeld (2013)
- '71, regia di Yann Demange (2014)
- Standby, regia di Rob Burke e Ronan Burke (2014)
- Norfolk, regia di Martin Radich (2015)
- Traders, regia di Rachael Moriarty e Peter Murphy (2015)
- Mammal, regia di Rebecca Daly (2016)
- Codice criminale (Trespass Against Us), regia di Adam Smith (2016)
- Light Thereafter, regia di Konstantin Bojanov (2017)
- Il sacrificio del cervo sacro (The Killing of a Sacred Deer), regia di Yorgos Lanthimos (2017)
- Dunkirk, regia di Christopher Nolan (2017)
- American Animals, regia di Bart Layton (2018)
- The Renegade (Black 47), regia di Lance Daly (2018)
- L'ombra della violenza (Calm with Horses), regia di Nick Rowland (2019)
- Sir Gawain e il Cavaliere Verde (The Green Knight), regia di David Lowery (2021)
- Eternals, regia di Chloé Zhao (2021)
- The Batman, regia di Matt Reeves (2022)
- Gli spiriti dell'isola (The Banshees of Inisherin), regia di Martin McDonagh (2022)
- Saltburn, regia di Emerald Fennell (2023)
- Bird, regia di Andrea Arnold (2024)
- Hurry Up Tomorrow, regia di Trey Edward Shults (2025)

### Televisione
- Fair City - serie TV, 3 episodi (2011)
- Jack Taylor: Priest - film TV, regia di Stuart Orme (2013)
- Love/Hate - serie TV, 6 episodi (2013)
- Rebellion - serie TV, 4 episodi (2016)
- Chernobyl - miniserie TV, 2 episodi (2019)
- Top Boy - serie TV (2023)
- Masters of the Air - miniserie TV, 3 episodi (2024)

### Cortometraggi
- Stand Up, regia di Aoife Kelleher e Anna Rodgers (2011)
- Wasted, regia di Cathy Brady (2013)
- North, regia di Phil Sheerin (2014)
- The Break, regia di Denis Fitzpatrick e Ken Williams (2015)
- For You, regia di Brendan Canty (2016)
- Candy Floss, regia di Jed Hart (2016)

### Videoclip
- Please Please Please di Sabrina Carpenter, diretto da Bania Zeinali (2024)
- Bug di Fontaines D.C. diretto da Andrea Arnold (2024)

## Riconoscimenti
- Premio Oscar
  - 2023 – Candidatura al miglior attore non protagonista per Gli spiriti dell'isola[23]
- Golden Globe
  - 2023 – Candidatura al miglior attore non protagonista per Gli spiriti dell'isola[18]
  - 2024 – Candidatura al miglior attore in un film drammatico per Saltburn[24]
- British Academy Film Awards
  - 2019 – Candidatura per la miglior stella emergente[13]
  - 2021 – Candidatura per il miglior attore non protagonista per L'ombra della violenza
  - 2023 – Miglior attore non protagonista per Gli spiriti dell'isola[25]
  - 2024 – Candidatura per il miglior attore protagonista per Saltburn[26]
- British Independent Film Awards
  - 2018 – Candidatura per il miglior attore non protagonista per American Animals
  - 2020 – Candidatura per il miglior attore non protagonista per L'ombra della violenza[27]
- Central Ohio Film Critics Association Awards
  - 2018 – Candidatura per il miglior attore non protagonista per Il sacrificio del cervo sacro
- Critics' Choice Awards
  - 2023 – Candidatura per il miglior attore non protagonista per Gli spiriti dell'isola[19]
- Evening Standard British Film Awards
  - 2018 – Candidatura per il miglior attore non protagonista per Il sacrificio del cervo sacro
- Florida Film Critics Circle
  - 2017 – Candidatura per il miglior attore non protagonista per Il sacrificio del cervo sacro
  - 2017 – Candidatura per la miglior stella emergente
- Fright Meter Awards
  - 2017 – Candidatura per il miglior attore non protagonista per Il sacrificio del cervo sacro
- Hamptons International Film Festival
  - 2017 – Migliori dieci attori da seguire
- Independent Spirit Awards
  - 2018 – Candidatura per il miglior attore non protagonista per Il sacrificio del cervo sacro
- International Cinephile Society Awards
  - 2018 – Candidatura per il miglior attore non protagonista per Il sacrificio del cervo sacro
- International Online Cinema Awards
  - 2018 – Candidatura per il miglior attore non protagonista per Il sacrificio del cervo sacro
- Irish Film and Television Award
  - 2016 – Candidatura per il miglior attore protagonista per Mammal
- London Critics Circle Film Awards[28]
  - 2023 - Miglior attore non protagonista dell'anno per Gli spiriti dell'isola
- National Society of Film Critics[29]
  - 2023 - Candidatura per il miglior attore non protagonista per Gli spiriti dell'isola
- Online Film & Television Association
  - 2018 – Candidatura per il miglior attore emergente per Il sacrificio del cervo sacro
- Premio Chlotrudis
  - 2018 – Miglior attore non protagonista per Il sacrificio del cervo sacro
- San Diego Film Critics Society Awards
  - 2017 – Candidatura per la miglior stella emergente
- Satellite Award[30]
  - 2024 - Candidatura al miglior attore in un film commedia o musicale per Saltburn
- Screen Actors Guild Award[31]
  - 2023 - Candidatura per il miglior attore non protagonista per Gli spiriti dell'isola
- Seattle Film Critics Society
  - 2017 – Candidatura per il miglior attore non protagonista per Il sacrificio del cervo sacro
  - 2017 – Candidatura per il miglior cattivo per Il sacrificio del cervo sacro
- Village Voice Film Poll
  - 2017 – Candidatura per il miglior attore non protagonista per Il sacrificio del cervo sacro

## Doppiatori italiani
Nelle versioni in italiano nelle opere in cui ha recitato, Barry Keoghan è stato doppiato da:
- Alex Polidori in Il sacrificio del cervo sacro, Dunkirk, American Animals, Bird, Hurry Up Tomorrow
- Mirko Cannella in The Renegade, Gli spiriti dell'isola, Saltburn
- Alessio Puccio in Codice criminale, Eternals
- Manuel Meli in Chernobyl, The Batman
- Andrea Oldani in L'ombra della violenza
- Gianandrea Muià in Sir Gawain e il Cavaliere Verde